# 私の死体を探してください。
『私の死体を探してください。』（わたしのしたいをさがしてください）は、星月渉の小説。2024年7月24日に光文社より出版。「note」創作大賞2023でテレビ東京映像化賞と光文社文芸編集部賞をダブル受賞。
2024年7月17日にはテレビドラマ化が発表され、同年9月4日よりテレビ東京「ドラマチューズ!」枠にて放送された。

## 登場人物
森林麻美（もりばやし あさみ）
ベストセラー作家。自身のブログに「私の死体を探してください。」と投稿して行方不明となった。
池上沙織（いけがみ さおり）
麻美の担当編集。
三島正隆（みしま まさたか）
麻美の夫。
神永進（かみなが すすむ）
沙織の上司で朝山出版文芸部の編集長。
三島みどり（みしま みどり）
正隆の母親。
橋本良介（はしもと りょうすけ）
投資コンサルタント。

## 書誌情報
- 星月渉『私の死体を探してください。』光文社、2024年7月24日発売、ISBN 978-4-33-410357-6

## テレビドラマ
2024年9月4日（3日深夜）から10月9日（8日深夜）までテレビ東京の「ドラマチューズ!」枠にて放送された。主演は伊藤淳史。

### キャスト

#### 主要人物
三島正隆
演 - 伊藤淳史（大学生時代：山本桂次）
麻美の夫で無職。池上沙織と不倫している。
森林麻美
演 - 山口紗弥加（高校・大学時代：伊礼姫奈）
ベストセラー作家。正隆の妻。幼いころに父親から虐待を受け児童養護施設で育っている。
池上沙織
演 - 恒松祐里
麻美の担当編集。担当になる前から森林麻美のファン。三島正隆と不倫している。
橋本良介
演 - 本宮泰風
投資コンサルタント。三島みどりに怪しげな投資話をもちかける。
神永進
演 - 要潤（大学生時代：永真）
沙織の上司で煌文社文芸編集部の編集長。正隆、麻美の大学の先輩。
三島みどり
演 - かたせ梨乃
正隆の母。橋本良介の口車に乗って財産を殆ど投資につぎ込んでしまう。

#### 麻美の高校時代の友人
姫上女学園高等学校の生徒。
佐々木絵美（ささき えみ）
演 - 平澤宏々路
姫上女学園高校時代の友人。明るく人懐っこい性格。父親から性的暴行を受けており、父親の子どもを妊娠してしまう。
福原奏（ふくはら かなで）
演 - 早坂美海
高校時代の友人。吹奏楽部に所属しており、控えめでおとなしい性格。兄に障害があり、奏の大事な日に限って必ず暴れて騒ぎを起こす。両親は彼女が一生、兄の面倒をみるものだと考えている。
藤田友梨香（ふじた ゆりか）
演 - 白井美海
高校時代の友人。美術部に所属しており、おしゃれ好き。美大に進学したいと願っているが、医者の父親に「医大しか許さない」と猛烈に反対されている。
山本由樹（やまもと ゆき）
演 - 鎌田らい樹
高校時代の友人。陸上部に所属し、エースとしてインターハイを目指していた。家では祖母の面倒をみている。父親の浮気がバレ、その影響で部活を辞めざるを得なくなる。

#### ゲスト
第2話
佐々木信夫〈60〉
演 - 菅原大吉（第4話）
「私なら森林麻美の死体の場所がわかるかもしれない」と三島正隆に電話してくる正体不明の男。第4話で個人塾経営者の佐々木信夫とわかる。元教師。佐々木絵美の父親。
第3話
岡嶋刑事
演 - 戸田昌宏
「白い鳥籠事件」を担当する刑事。
宮添刑事
演 - 詩乃渚
岡嶋の相棒。
第4話
アナウンサー
演 - 古旗笑佳（テレビ東京アナウンサー）
テレビで佐々木信夫の死亡を伝えるアナウンサー。
第5話
古谷
演 - 生澤天
週刊誌「ブンソウ」記者。三島正隆との不倫写真を持って、池上沙織に取材しに来る。
最終回
派手な女
演 - 高砂ミドリ
三島正隆の浮気相手。
神永進の妻、娘
演 - 橘美緒、佐野柚葉

### スタッフ
- 原作 - 星月渉『私の死体を探してください。』（光文社刊）[1]
- 脚本 - 入江信吾[1]
- 監督 - 田中眞一[1]
- 主題歌 - VESPERBELL 「羽化」（Warner Music Japan）[4]
- 音楽 - 𠮷川清之[1]
- プロデューサー - 千葉貴也（テレビ東京）、阿部真士（PROTX）、松本基弘（PROTX）[1]
- 協力プロデューサー - 神崎良（G・カンパニー）[1]
- 制作協力 - PROTX[1]
- 製作著作 - テレビ東京[1]

### 放送日程
| 各話             | 放送日   | サブタイトル           |
| ---------------- | -------- | ---------------------- |
| 第1話            | 09月04日 | 別荘にて               |
| 第2話            | 09月11日 | 断罪の行方             |
| 第3話            | 09月18日 | 白い鳥籠の五羽の鳥たち |
| 第4話            | 09月25日 | 毒でしか癒せない毒     |
| 第5話            | 10月02日 | あとがきにかえて       |
| 第6話 （最終回） | 10月09日 | 愛の対義語             |

- 第3話・第4話は10分繰り下げられ、0時40分 - 1時10分に放送された。

| テレビ東京 ドラマチューズ!               | テレビ東京 ドラマチューズ!                            | テレビ東京 ドラマチューズ!                 |
| 前番組                                   | 番組名                                                | 次番組                                     |
| ---------------------------------------- | ----------------------------------------------------- | ------------------------------------------ |
| 星屑テレパス （2024年6月26日 - 8月28日） | 私の死体を探してください。 （2024年9月4日 - 10月9日） | ウイングマン （2024年10月23日 - 12月25日） |